# 瓦布拉
瓦布拉（英語：Vapula），是所羅門七十二柱魔神中排第60位的魔神。據說現身型態為背有獅鷲，有翅膀的獅子。外型為獅的原因，被認為在仿諷雄獅。雄獅形像曾於《舊約聖經》預言者以西結幻覺中出現，並成為四福音紀錄者之一的聖馬可的象徵。能夠賜與召喚者工藝的知識。